# Silenus
Silenus dans la mythologie étrusque  est la divinité de la nature sauvage, l'équivalent de la Silène grecque.

## Source
- « Œuvres de Rabelais, Volume 1, Par François Rabelais,M. Esmangart,Éloi Johanneau », sur Books.google (consulté le 25 mars 2013)
- « Van Dyck, la Genèse », sur Les Echos (consulté le 25 mars 2013)

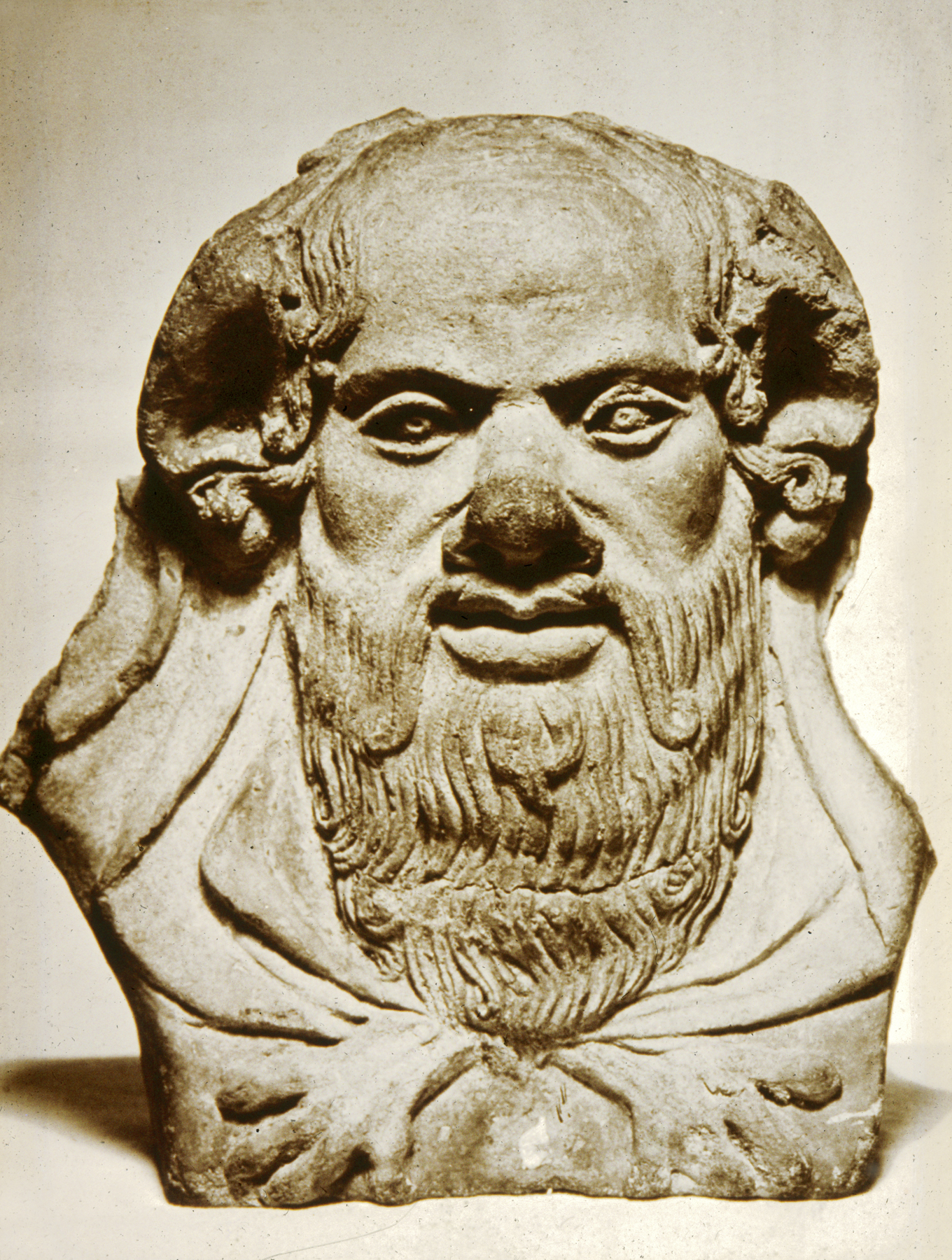
Antefixe étrusque en terracotta : tête de Silenus, IVe siècle av. J.-C. (Walters Art Museum)
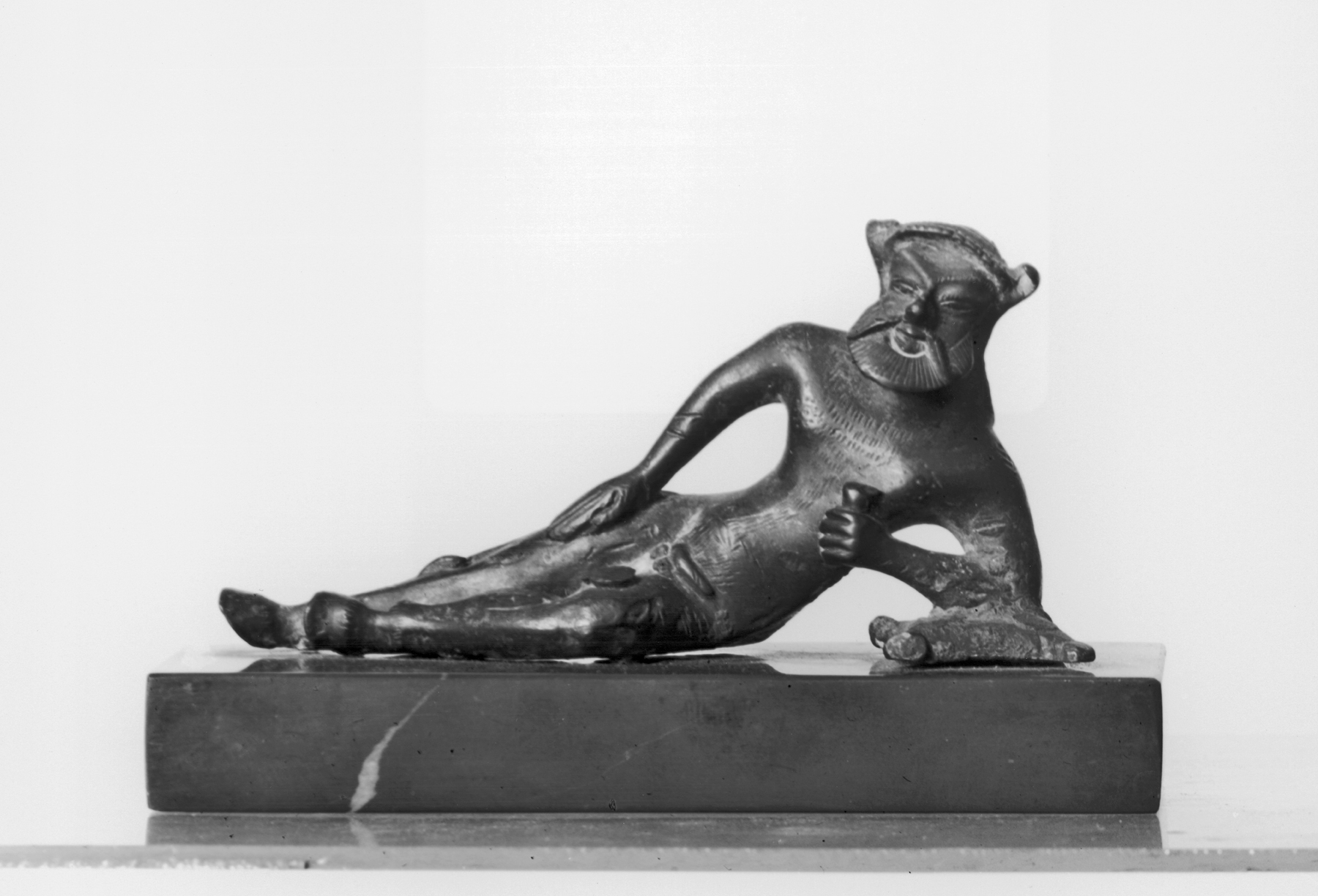
Statuette étrusque.